# Flabellinea
Flabellinea је група амебоидних протиста (царство Amoebozoa), чије представнике карактерише спљоштен облик ћелије, полиаксијално струјање цитоплазме и одсуство тубуларних псеудоподија и животног стадијума са бичем. Кретање ових организама заснива се на цитоскелету изграђеном од актина и миозина. У ћелији ових амеба не постоје центрозом. На површини тела, ова група амебоидних протиста има веома разнолике структуре, најчешће сахаридне стубиће: краће или дуже, петоугаоне или шестоугаоне, аморфне.

## Класификација
Група (тип) Flabellinea обухвата три јасно дефинисане кладе, које представљају редове: Dactylopodida, Thecamoebida и Vannellida. Сем ових амеба, у групу Flabellinea сигурно спада род Cochliopodium, а вероватно и следећи родови: Flamella, Ovalopodium, Paragocevia, Pellita, Pseudothecamoeba, Thecochaos.
У класификационом систему Кавалијер-Смита (2004) и сарадника овој групи одговара група Discosea.